# Ceratina verhoeffi
Ceratina verhoeffi är en biart som beskrevs av Terzo och Rasmont 1997. Ceratina verhoeffi ingår i släktet märgbin, och familjen långtungebin. Inga underarter finns listade i Catalogue of Life.